# Fix & Foxi (Fernsehsender)
Fix & Foxi ist ein deutscher Pay-TV-Kinder- und -Familiensender, der ganztägig sendet.
Verbreitet wird der Sender im Internet (z. B. via Zattoo und Magine) und in mehr als 130 Kabelnetzen, darunter Unitymedia, UPC, Liwest, A1 Telekom, Salzburg AG, Hutchison Drei Austria, Kabel BW, Pÿur und NetCologne. Zum Sendestart am 1. Dezember 2014 ging der Sender – neben den Abenteuern der beiden Füchse Fix und Foxi – mit den Animationsserien Miss Spider, Cosmo & Wanda, Urmel aus dem Eis, Sieben kleine Monster, Familie Peppercorn, Makiki und Maggie und das Biest auf Sendung.
Am 28. Oktober 2014 gab der Betreiber bekannt, dass zum 30. November 2014 der eigene Pay-TV-Sender YFE TV ersatzlos eingestellt und Fix und Foxi TV am 1. Dezember 2014 die ehemaligen Sendeplätze von YFE TV übernehmen werde.
Fix & Foxi ist eine internationale Marke für Kinderfernsehsender, die unter gleichem Namen international ausgestrahlt werden. Der deutsche Feed wird auf Deutsch und Bulgarisch ausgestrahlt, der zweite Feed in Arabisch und Englisch in den Nahen Osten ausgestrahlt und ein dritter Feed auf Englisch und Spanisch in Nordamerika, Afrika und im asiatisch-pazifischen Raum. Bis auf Bulgarisch, das in Bulgarien als Voice-over gesendet wird, werden die übrigen Sprachen synchronisiert.
Am 25. November 2016 gewann Fix & Foxi den „Eutelsat Award“ in Mailand in der Kategorie Kinder.